# Joseph Pholien
Joseph Clovis Louis Marie Emmanuel Pholien, född 28 december 1884 i Liège, död 4 januari 1968, var en belgisk politiker (kristdemokrat). Han anmälde sig som frivillig till Belgiska armén under första världskriget och blev löjtnant. Han var justitieminister i Paul-Henri Spaaks regering från maj 1938 till februari 1939 och var Belgiens premiärminister från 16 augusti 1950 till 15 januari 1952.

## Utmärkelser
- Statsminister i Belgien[2]
- Kommendör av Hederslegionen
- Storkorset av Ekkronans orden
- Riddare av Brittiska imperieorden
- Storkorset av den medborgerliga förtjänstorden
- Belgiens krigskors 1940
- Storkors av Leopold II:s orden
- Storkors av Kronorden
- Storofficer av Leopoldsorden
- Storkorsriddare av Republiken Italiens förtjänstorden

[Redigera Wikidata]